# Pianoconcert nr. 4 (Rachmaninov)
Het Pianoconcert nr. 4 in g mineur, opus 40 van de Russische componist Sergej Rachmaninov (1873-1943) is een driedelige compositie voor piano en symfonieorkest.

## Geschiedenis
De laatste serie composities die Rachmaninov vóór dit concert componeerde zijn de Études-Tableaux voor piano solo uit 1916, net voor de Russische Revolutie. Er zit dus een periode van ruim tien jaar tussen de etudes en de eerste versie van dit pianoconcert. Rachmaninov voltooide zijn definitieve versie in 1941, nadat hij in 1927 en 1928 eerdere versies geschreven, in 1927 en 1928. Deze versies reviseerde hij herhaaldelijk (vooral het eerste en derde deel ervan), maar sommigen, onder wie zijn biograaf Max Harrison en de pianist Vladimir Askenazy, gaven te kennen dat hij zich verkeerd had laten adviseren, omdat volgens hen de allereerste versie ronduit de beste was. Niettemin wordt doorgaans de versie van 1941 uitgevoerd.
De première van de eerste versie vond plaats in 1927. Leopold Stokowski dirigeerde het Philadelphia Orchestra en de componist zelf zat aan de vleugel. 
Het concert is opgedragen aan de Russische componist Nikolaj Medtner (1880-1951). Hij en Rachmaninov waren niet alleen goede vrienden, maar beiden waren Rusland na de revolutie ontvlucht en leefden in ballingschap. Medtner droeg vervolgens zijn eigen Tweede pianoconcert op aan Rachmaninov.

## Opzet
De compositie bestaat uit drie delen:
1. Allegro vivace in g-mineur
2. Largo in C-majeur
3. Allegro vivace in G-majeur

Het concert duurt ongeveer 28 minuten en is georkestreerd voor 3 fluiten (ook piccolo), 3 hobo's (ook althobo), 2 klarinetten, 2 fagotten, 4 hoorns, twee trompetten, 3 trombones, tuba, pauken en 5 slagwerkers en strijkers.
Zoals veel van Rachmaninovs latere werken is het concert gewaagd, chromatisch van aard en heeft het distinctieve jazzy kwaliteiten. Alleen het tweede deel (Largo) heeft een duidelijke melodie; de andere twee delen lijken voornamelijk te bestaan uit cadenza’s en virtuoze pianoloopjes.

## Ontvangst
Het concert werd bij de première in 1927 met matig enthousiasme ontvangen. De structuur werd beschouwd als vormloos en te moeilijk om in één keer luisteren te bevatten. Bovendien vond men het soms te veel geïnspireerd op de Rhapsody in Blue van George Gershwin (uit 1924). Men vond dat de jazzy elementen in zijn pianoconcert niet pasten bij de broeierige sfeer en donkere thema’s die men van Rachmaninov gewend was.
Het 4de pianoconcert heeft niet dezelfde populariteit als het beroemde 2de pianoconcert met de melancholische melodieën die lang na een concert in het hoofd blijven rondzingen, of als het 3de pianoconcert dat dankzij het melodische thema, de vele virtuoze passages en een heroïsche finale in D-grote terts een favoriet is van jonge pianisten tijdens pianoconcoursen. Met het 4de pianoconcert brak Rachmaninov in vele opzichten met zijn vroege periode. Melodie en klassieke structuur werden ondergeschikt aan zijn gevoel, en dat was bitter tragisch. Bovendien zaten er meer moderne invloeden in: niet alleen jazzy invloeden van George Gershwin, maar ook vrije ritmes, onduidelijke 'zwevende' harmonieën en dissonanten die te herkennen zijn bij andere tijdgenoten, onder wie Darius Milhaud met La création du monde (1922-1923), en nog veel meer bij de dan moderne componisten Igor Stravinsky, Béla Bartók, Sergej Prokofjev en Paul Hindemith. Het is overigens maar de vraag wie wie beïnvloedde? De Russische pianist Svjatoslav Richter, een pleitbezorger van zowel Rachmaninov als Prokofjev, zei: "Prokofjev had een hekel aan Rachmaninov, ongetwijfeld omdat hij zo door hem beïnvloed was".
De modernismen in het 4de pianoconcert hebben er mogelijk toe bijgedragen dat Rachmaninov zich hiermee vervreemdde van de klassieke concertgangers, terwijl aanhangers van de muzikale avant-garde hem allang hadden weggezet als een mastodont uit het verleden. Wie bijvoorbeeld de Rachmaninov-biografie uit 1950 van Johan Andriessen erop naslaat, tot nu toe de enige oorspronkelijk Nederlandse Rachmaninov-biografie, herkent het neerbuigende oordeel van tijdgenoten (blz. 238): "Wat er zich in onze tijd heeft ontwikkeld, is het 'gematigd-moderne' genre van de meeste amusements- en filmmuziek. Het vierde pianoconcert was voor Rachmaninow's vele bewonderaars ongetwijfeld een teleurstelling. Na de drie voorgaande bracht het een gevoelige anticlimax". Andriessen heeft het ook over "een merkbare terugval in de scheppingskracht van de componist", "een lamentabel resultaat" en "de ellendig laag-bij-de-grondse coda van het eerste deel". Zover bekend heeft geen Nederlandse pianist het werk ooit op zijn of haar repertoire genomen.
Na de dood van Stalin mochten ook de voorheen 'decadente', want gevluchte, Russische componisten weer geprogrammeerd worden in de Sovjet-Unie. Svjatoslav Richter leverde een belangrijke bijdrage aan de herwaardering van Rachmaninov. Het 4de pianoconcert dankt de herwaardering aan Vladimir Ashkenazy, die het sinds de jaren zestig frequent uitvoerde, en vanaf 1972 meermaals en in verschillende versies heeft opgenomen.

## Opnames
- Sergei Rachmaninov met het Philadelphia Orchestra gedirigeerd door Eugene Ormandy (1941).
- Arturo Benedetti Michelangeli met het Philharmonia Orchestra gedirigeerd door Ettore Gracis (1957).
- Vladimir Ashkenazy met het London Symphony Orchestra gedirigeerd door André Previn (1972).
- Vladimir Ashkenazy, met het Concertgebouworkest gedirigeerd door Bernard Haitink (1984).
- Jean-Yves Thibaudet met het Cleveland Orchestra gedirigeerd door Vladimir Ashkenazy (1996).
- Nikolaj Loeganski met het Russisch Academisch Symfonieorkest gedirigeerd door Ivan Shpiller (2007)
- Leif Ove Andsnes met het London Symphony Orchestra gedirigeerd door Antonio Pappano (2010).
- Daniil Trifonov met het Philadelphia Orchestra gedirigeerd door Yannick Nézet-Séguin (2018).